# Kelly Rulon
Kelly Rulon (Point Loma, 16 agosto 1984) è una pallanuotista statunitense, vincitrice di una medaglia di bronzo ai giochi olimpici di Atene 2004. Inoltre ha conquistato due medaglie mondiali (un argento nel 2005 ed un oro nel 2009), una Coppa del Mondo, una World League ed una medaglia d'oro ai Giochi Panamericani del 2011. Con la squadra di pallanuoto della UCLA ha conquistato quattro titoli NCAA, mentre con la Roma la Coppa LEN nel 2007.